# Lijst van attracties in Belantis
Dit is een lijst van attracties in Belantis.

## Grote attracties

### Achtbanen
| Naam              | Jaar geopend | Bouwer     | Type             | Afbeelding |
| ----------------- | ------------ | ---------- | ---------------- | ---------- |
| Drachenritt       | 2003         | Gerstlauer | Stalen achtbaan  |            |
| Huracan           | 2010         | Gerstlauer | Euro-Fighter     |            |
| Huracanito        | 2014         | Gerstlauer | Junior Coaster   |            |
| Cobra des Amun Ra | 2015         | Gerstlauer | Stalen wildemuis |            |

### Waterattracties
| Naam               | Jaar geopend | Bouwer     | Type            | Afbeelding |
| ------------------ | ------------ | ---------- | --------------- | ---------- |
| Fahrt des Odysseus | 2003         | Bear Rides | Tow boat ride   |            |
| Fluch des Pharao   | 2003         | Hafema     | Shoot-the-Chute |            |

### Andere grote attracties
| Naam                             | Jaar geopend | Bouwer                | Type      | Afbeelding |
| -------------------------------- | ------------ | --------------------- | --------- | ---------- |
| Belanitus Rache                  | 2005         | HUSS Park Attractions | Frisbee   |            |
| Capt'n Black Bird's Piratentaufe | 2006         | ABC Rides             | Vrije val |            |
| Verlies des Grauens              | 2003         | Vekoma                | Madhouse  |            |
| Drachenflug                      | 2004         | HUSS Park Attractions | Condor    |            |

## Overige attracties
| Naam               | Jaar geopend | Bouwer                | Type             | Afbeelding |
| ------------------ | ------------ | --------------------- | ---------------- | ---------- |
| Buddel-Tanz        | 2012         | Gerstlauer            | Dans Pavillon    |            |
| Gletscher-Rutscher | 2003         | Metallbau Emmeln      | Waterglijbaan    |            |
| Poseidons Flotte   | 2007         | Zierer                | Jetski-attractie |            |
| Santa Maria        | 2003         | HUSS Park Attractions | Schommelschip    |            |
| Säule der Athene   | 2003         | Heege                 | Tour             |            |